# انستیتو علوم پزشکی (ژاپن)

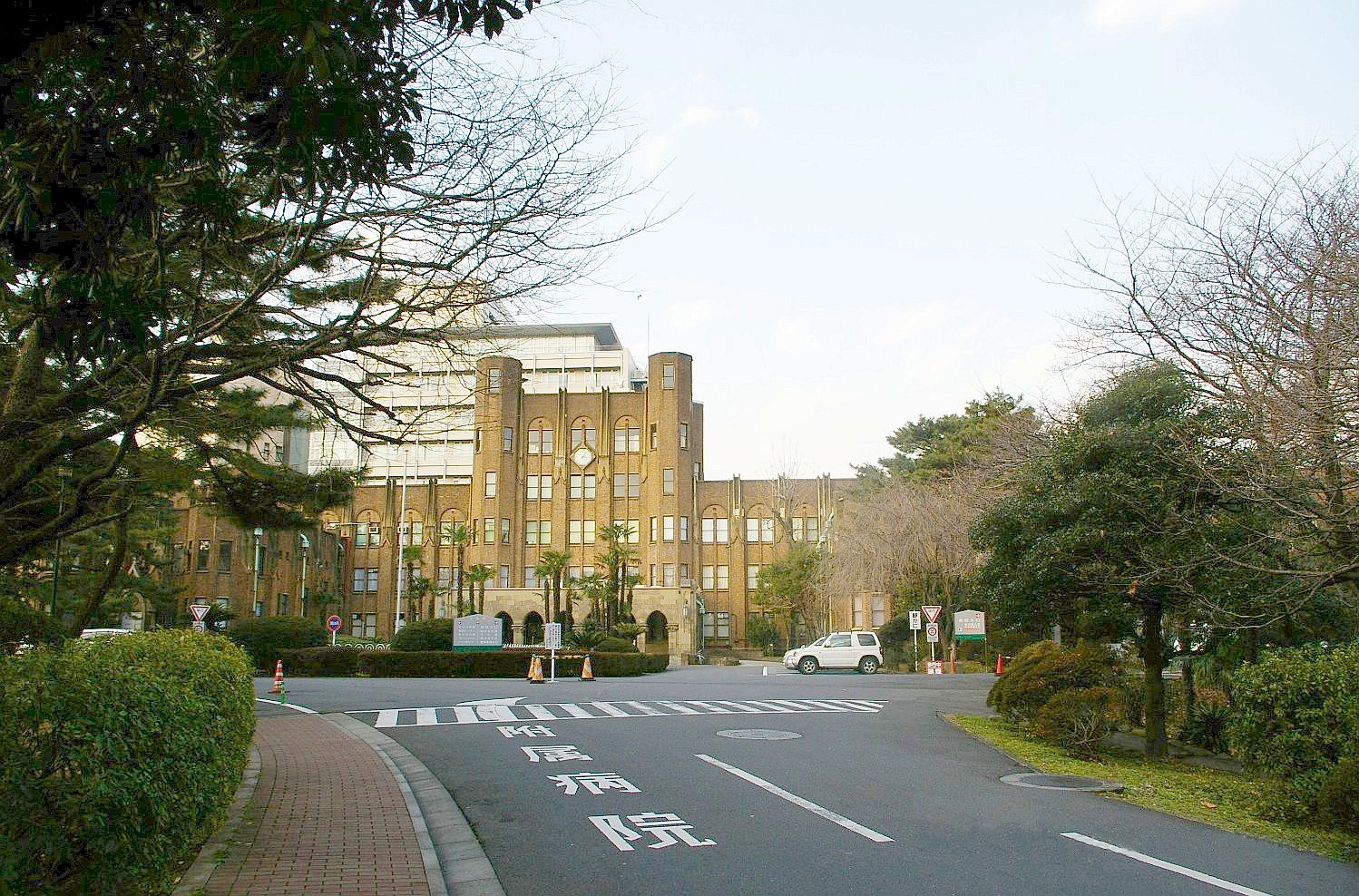
اولین ساختمان

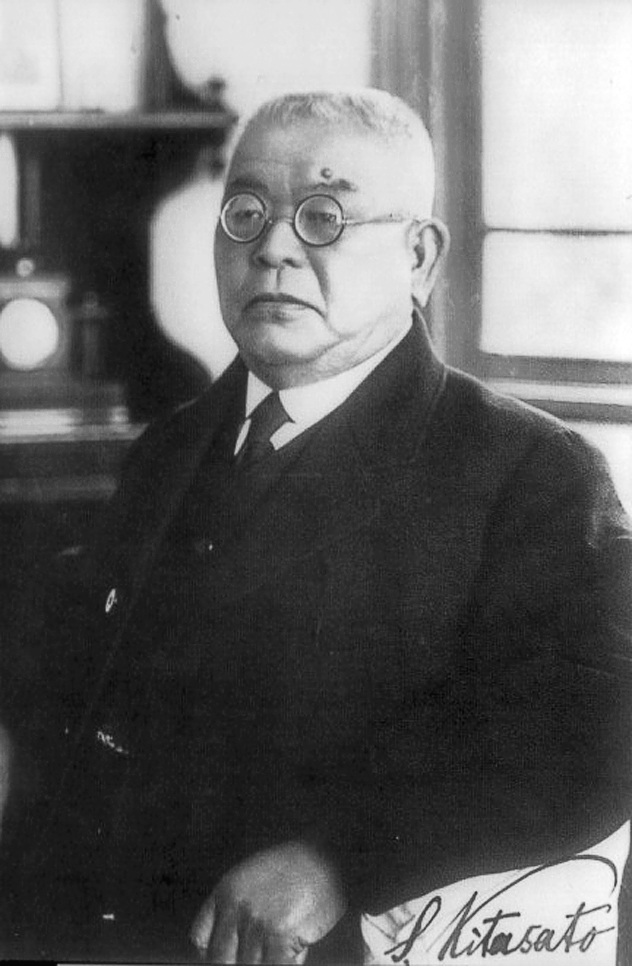
کیتاساتو شیباسابورو، اولین رئیس انستیتو

انستیتو علوم پزشکی (Tōkyō-daigaku Ikagaku Kenkyūjo) یک موسسه تحقیقاتی تابع دانشگاه توکیو است.این انستیتو در سال ۱۸۹۲ با نام «انستیتو بیماری‌های عفونی» ( 伝染病研究所 Densenbyō Kenkyūjo) تاسیس شد و برجسته‌ترین مؤسسه تحقیقات پزشکی و بیوساینس در ژاپن است.
انستیتو علوم پزشکی بر درمان سرطان، بیماری‌های عفونی و سایر بیماری‌های صعب‌العلاج تمرکز دارد و هدف آن پیشبرد تحقیقات و مراقبت‌های پزشکی پیشرفته است.  این انستیتو یکی از بزرگترین موسسات تحقیقات پزشکی ژاپن است که یک بیمارستان نیز در محل خود دارد.